# Ilex cochinchinensis
Ilex cochinchinensis är en järneksväxtart som först beskrevs av João de Loureiro, och fick sitt nu gällande namn av Ludwig Eduard Loesener. Ilex cochinchinensis ingår i släktet järnekar, och familjen järneksväxter. Inga underarter finns listade i Catalogue of Life.